# Dặm sông

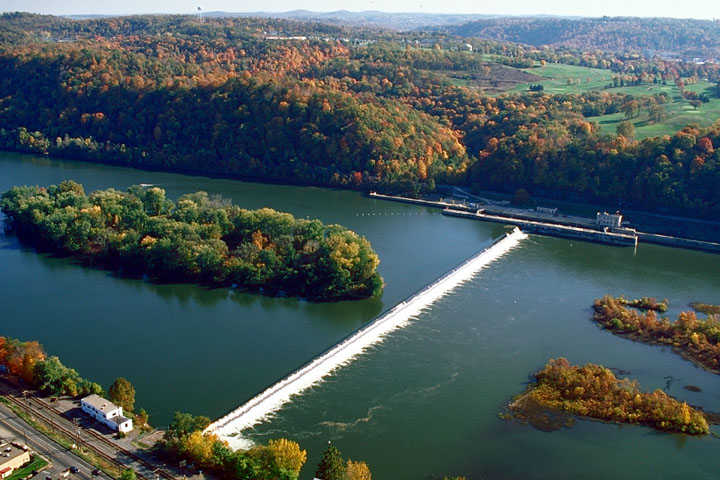
Một phần của Fourteen Mile Island ở sông Allegheny - hòn đảo được đặt tên cho khoảng cách từ miệng của con sông bằng đơn vị dặm sông.

Tại Hoa Kỳ, một dặm sông là một thước đo về khoảng cách trong dặm dọc theo một con sông từ miệng của nó. Số dặm sông bắt đầu từ 0 và tăng thêm về phía thượng nguồn. Đơn vị số liệu tương ứng sử dụng km là km sông. Chúng tương tự như đánh dấu dặm xe chạy trên đường, ngoại trừ việc dặm sông hiếm khi đánh dấu trên sông thực tế; thay vào đó chúng được đánh dấu trên biểu đồ điều hướng và bản đồ địa hình. Các vật thể bên bờ sông đôi khi được mô tả một phần hợp pháp bởi dặm sông.
Dặm sông không giống với chiều dài của dòng sông, thay vào đó, nó là phương tiện định vị bất kỳ đặc điểm nào dọc theo con sông so với khoảng cách của chúng từ miệng sông, khi được đo dọc theo dòng chảy (hoặc kênh có thể điều hướng) của dòng sông.
Số dặm sông có thể không chính xác ở miệng. Ví dụ, sông Willamette (chảy ra sông Columbia) có điểm 0 dặm ở rìa kênh có thể điều hướng ở Columbia, khoảng 900 foot (270 m) ngoài miệng. Ngoài ra, con sông có điểm 0 dặm đối với Hạ lưu sông Mississippi nằm ở Head of Passes, nơi thân chính của Mississippi chia thành ba nhánh chính trước khi chảy vào Vịnh Mexico. Số dặm được chỉ định là AHP (Above Head of Passes) hoặc BHP (Below Head of Passes).

## Công dụng
Dặm sông được sử dụng trong nhiều cách khác nhau. Cộng đồng Pennsylvania, trong Pennsylvania Gazetteer of Streams năm 2001, liệt kê luồng được đặt tên và luồng không được đặt tên với một đặc điểm địa lý được đặt tên trong tiểu bang, và đưa ra khu vực của lưu vực thoát nước, tọa độ miệng và dặm sông, cụ thể là khoảng cách từ miệng của nhánh sông đến miệng suối mẹ của nó. Một số hòn đảo được đặt tên theo khoảng cách dặm sông của chúng, ví dụ sông Allegheny ở Pennsylvania có Đảo Six Mile, Đảo Nine Mile, Đảo Twelve Mile và Đảo Fourteen Mile. (Hai hòn đảo cuối cùng tạo thành Công viên tiểu bang Quần đảo Allegheny, mặc dù Đảo Fourteen Mile bị chia cắt thành hai phần bởi một con đập).
Tiểu bang Ohio sử dụng "Hệ thống dặm sông của Ohio", đây là "một phương pháp để tham chiếu các địa điểm trên các con suối và sông Ohio". Công việc này bắt đầu bằng các phép đo tay trên bản đồ giấy trong khoảng thời gian từ năm 1972 đến năm 1975 và từ đó đã được chuyển đổi thành phiên bản điện tử dựa trên máy tính, hiện bao trùm bang trong 787 bản đồ dặm sông. Địa điểm của cơ sở vật chất như nhà máy xử lý nước thải và các địa điểm đo lường chất lượng nước được tham chiếu qua đơn vị dặm sông. Ohio sử dụng một trong hai hệ thống. Cách đơn giản nhất chỉ là tên của con sông và vị trí trong dặm sông. Trong trường hợp không rõ ràng, ví dụ khi có nhiều hơn một luồng có cùng tên, nó sử dụng một chuỗi các dặm sông liên quan đến khoảng cách đến đại dương dọc theo sông Ohio (và sông Mississippi) hoặc qua hồ Erie (và đường biển Saint Lawrence).
Công binh Lục quân Hòa Kỳ sử dụng dặm sông cho các bản đồ định vị của họ.